# Strychnos phaeotricha
Strychnos phaeotricha är en tvåhjärtbladig växtart som beskrevs av Ernest Friedrich Gilg. Strychnos phaeotricha ingår i släktet Strychnos och familjen Loganiaceae. Inga underarter finns listade i Catalogue of Life.